# Antonijo Ježina
Antonijo Ježina (Šibenik, 5 juni 1989) is een Kroatisch voormalig voetballer die speelde als doelman. Tussen 2007 en 2021 was hij actief voor NK Zadar, Istra 1961, Dinamo Zagreb, Royal Antwerp, Slaven Belupo en NK Osijek. Ježina maakte in 2013 zijn debuut in het Kroatisch voetbalelftal.

## Clubcarrière
Ježina doorliep de jeugdopleiding van NK Zadar en werd in 2007 doorgeschoven naar het eerste elftal. Hij maakte zijn debuut op 22 september van dat jaar, toen er met 4–2 verloren werd van Slaven Belupo. In januari 2013 verkaste de doelman naar Istra 1961. Na één jaar daar gekeept te hebben, werd hij aangetrokken door Dinamo Zagreb. In de zomer van 2016 verkaste Ježina naar Royal Antwerp, waar hij zijn handtekening zette onder een verbintenis voor de duur van drie seizoenen. Na drie seizoenen en vier competitieoptredens keerde Ježina terug naar Kroatië, waar hij tekende voor Slaven Belupo. Een jaar later stapte hij over naar NK Osijek, waar hij voor een jaar tekende. In oktober 2021 vertrok Ježina bij die club, waarna hij besloot op tweeëndertigjarige leeftijd een punt achter zijn actieve loopbaan te zetten.

## Interlandcarrière
Ježina debuteerde op 10 september 2013 in het Kroatisch voetbalelftal. Op die dag werd er met 1–2 gewonnen van Zuid-Korea. De doelman moest van bondscoach Igor Štimac op de bank beginnen en hij viel in de blessuretijd in voor mededebutant Dario Krešić. In de zeer korte minuut dat hij in het veld stond kreeg hij nog wel een tegengoal. De derde debutant dit duel was Marin Tomasov (1860 München).
| Interlands van Antonijo Ježina voor Kroatië | Interlands van Antonijo Ježina voor Kroatië | Interlands van Antonijo Ježina voor Kroatië | Interlands van Antonijo Ježina voor Kroatië | Interlands van Antonijo Ježina voor Kroatië | Interlands van Antonijo Ježina voor Kroatië | Interlands van Antonijo Ježina voor Kroatië |
| №                                           | Datum                                       | Wedstrijd                                   | Uitslag                                     | Competitie                                  | Goals                                       |                                             |
| Als speler bij Dinamo Zagreb                | Als speler bij Dinamo Zagreb                | Als speler bij Dinamo Zagreb                | Als speler bij Dinamo Zagreb                | Als speler bij Dinamo Zagreb                | Als speler bij Dinamo Zagreb                | Als speler bij Dinamo Zagreb                |
| ------------------------------------------- | ------------------------------------------- | ------------------------------------------- | ------------------------------------------- | ------------------------------------------- | ------------------------------------------- | ------------------------------------------- |
| 1                                           | 10 september 2013                           | Zuid-Korea – Kroatië                        | 1 – 2                                       | Vriendschappelijk                           |                                             |                                             |

## Erelijst
| 1. HNL       | 3 | 2013/14, 2014/15, 2015/16 |
| Hrvatski Kup | 2 | 2014/15, 2015/16          |